# 永貞 (唐)
永貞（えいてい）は、中国・唐の順宗の治世で使用された元号。805年8月 - 12月。

## 西暦・干支との対照表
| 永貞 | 元年  |
| 西暦 | 805年 |
| 干支 | 乙酉  |